# Lindesnes

Vest-Agder megye elhelyezkedése Norvégiában.

Lindesnes elhelyezkedése Vest-Agder megyében.

Lindesnes címere.

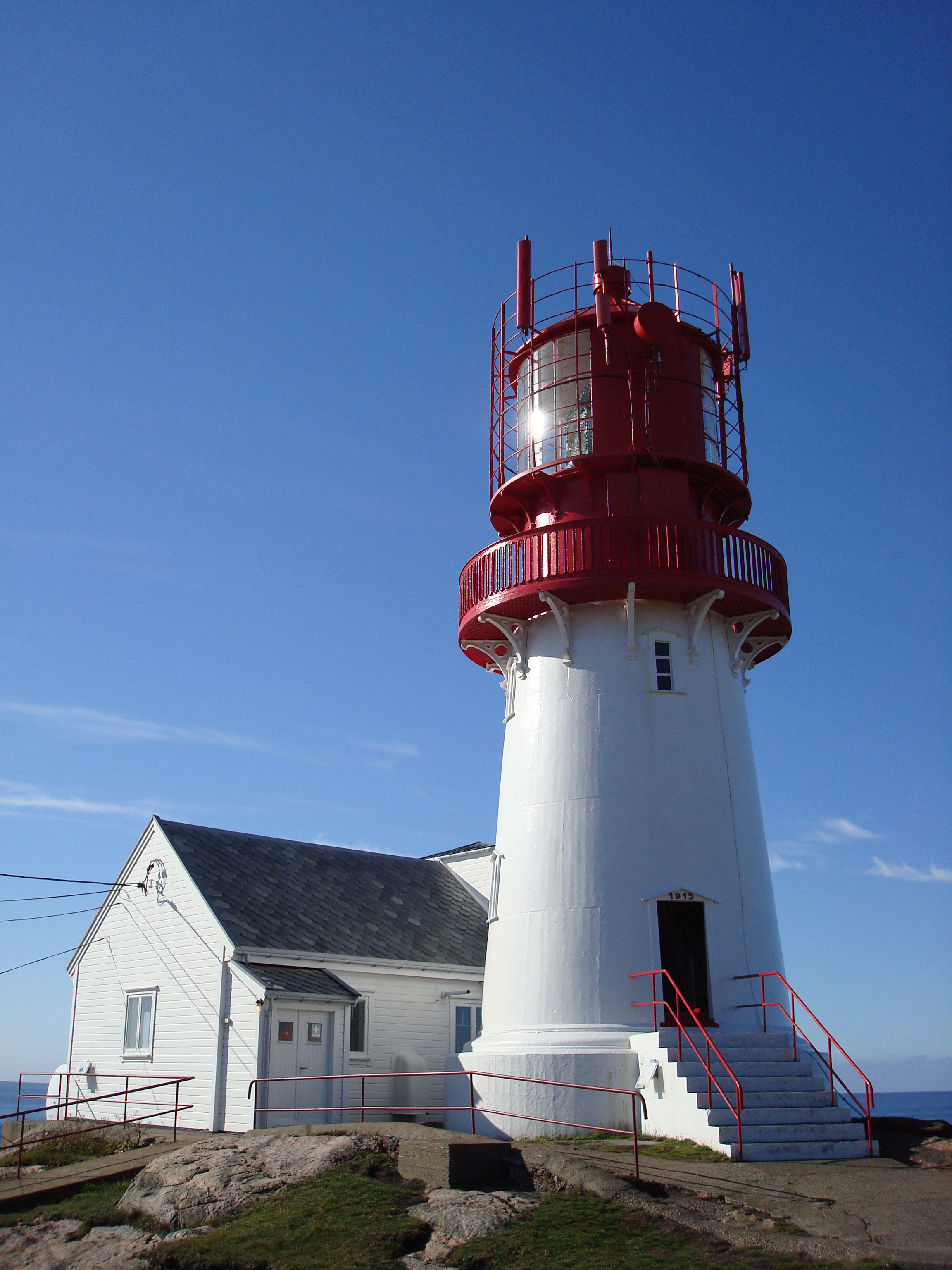
Lindesnes fyr

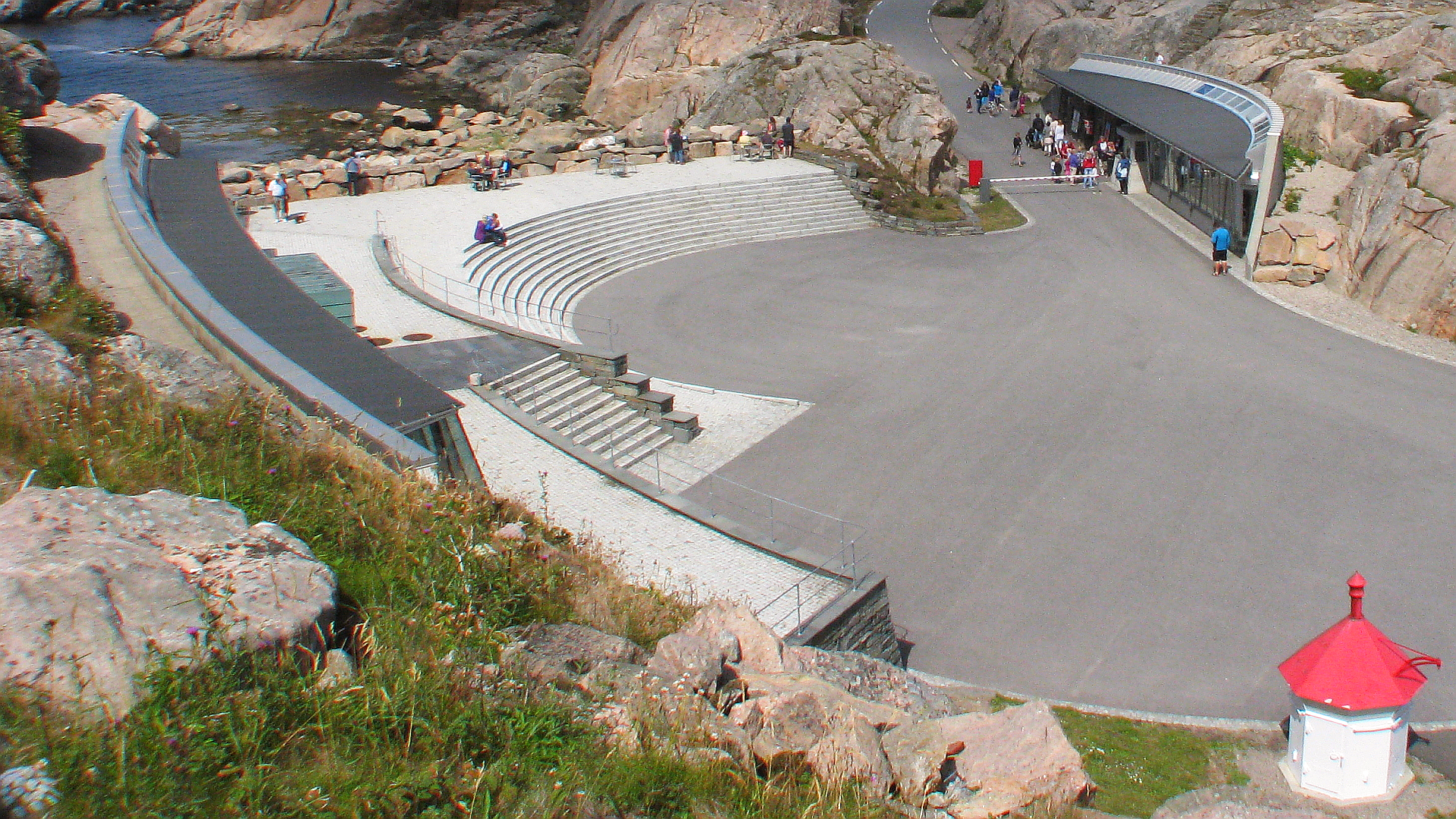
Lindesnes Fjellhallen (Millenium-Fjellhallen 2000-2004)

Lindesnes község (norvégul kommune) Norvégia déli Sørlandet földrajzi régióban, Vest-Agder megyében (fylke), Kristiansandtól nyugatra, a Skagerrak partján.
Közigazgatási központja Sør-Audnedal. Területe 317 km², népessége 4 557 (2008. január 1-jén).
A község 1964-ben jött létre, Spangereid, Sør-Audnedal és Vigmostad községek egyesülésével. Délen hosszan elnyúló partvonala van. Északi szomszédja Audnedal község, nyugaton Lyngdal, keleten pedig Mandal és Marnardal. A lindesnesi világítótorony (norvégül fyr) a norvég szárazföld legdélibb pontja, népszerű, látogatható turistacélpont. (A legészakibb pont Kinnarodden)

## Neve
A név legrégibb óészaki formája Líðandi. Ez a 'líða igéből ered, amelynek jelentése „elmenni a végéig”.
Egy későbbi alak Líðandisnes, amelyhez hozzáillesztették a „szárazföld” jelentésű nes szót.

## Címere
Lindesnes címere 1986-ban született, a világítótornyot, e vidék szimbólumát ábrázolja. A lindesnesi fyr Norvégia legrégibb világítótornya, 1655-ben épült (ma is használt világítóberendezése persze modern alkotás).

## Külső hivatkozások
- Lindesnes honlapja (norvégül)
- Ytterpunkter for kongeriket Norge A Norvég Királyság szélsőséges pontjai (norvégul – bokmål)